# Chrysops langi
Chrysops langi är en tvåvingeart som beskrevs av Joseph Charles Bequaert 1930. Chrysops langi ingår i släktet Chrysops och familjen bromsar. Inga underarter finns listade i Catalogue of Life.